# 안면도 꽃지 할미 할아비 바위
안면도 꽃지 할미 할아비 바위(安眠島 꽃지 할미 할아비 바위)는 충청남도 태안군 안면읍 승언리에 있는 태안층 바위이다. 2009년 12월 9일 대한민국의 명승 제69호로 지정되었다.

## 개요
꽃지 할미 할아비 바위는 안면도의 꽃지해수욕장의 북쪽 부분에 위치해 있다. 넓은 꽃지해수욕장의 백사장과 할미 할아비 바위가 어우러져 아름다운 풍경을 연출하는 것으로 유명하다. 또한, 바위 뒤로 보이는 낙조의 경관이 뛰어난 것으로도 유명하다. 꽃지 할미 할아비 바위는 만조 때에는 바위섬이 되고, 간조 때에는 육지와 연결된 바위가 되어 여러 가지 경관을 볼 수 있다. 이 바위는 지질학적으로 고생대의 퇴적암 태안층으로 구성된다.

## 같이 보기
- 태안군의 지질
- 꽃지해수욕장

## 참고 자료
- 안면도 꽃지 할미 할아비 바위 - 국가유산청 국가유산포털